# 안과

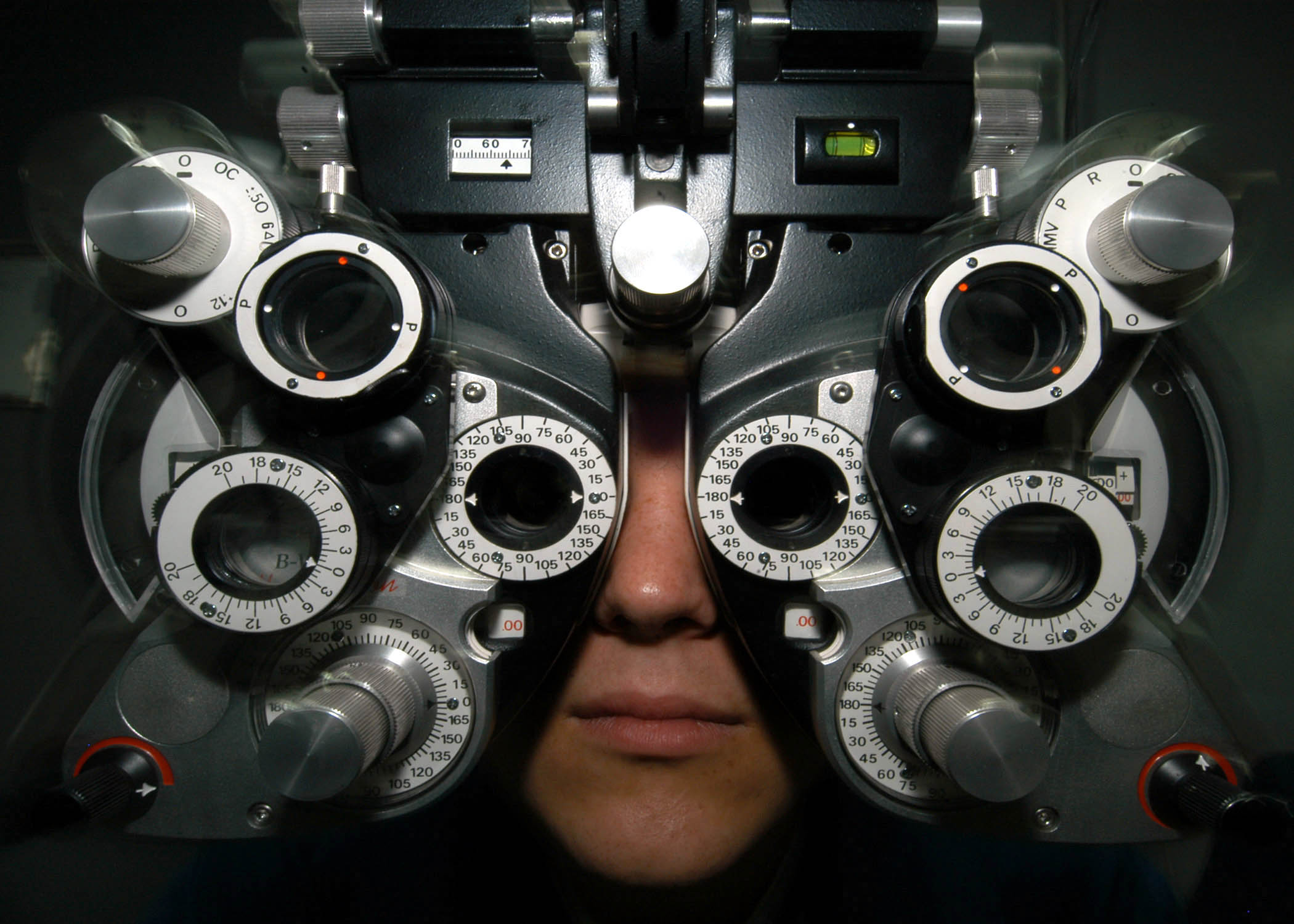
플롭터 자동시력검사.

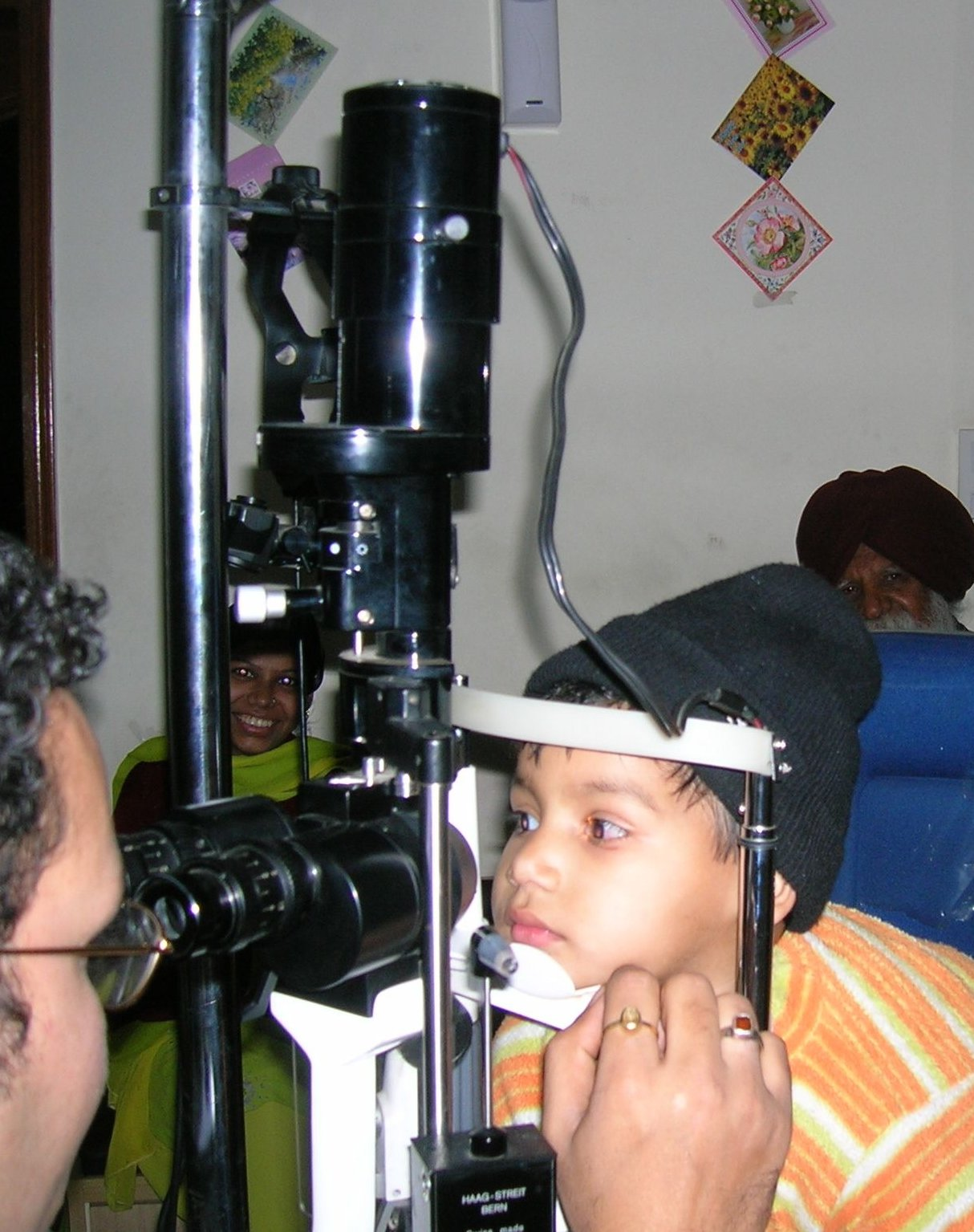
안과 의원에서 진행 중인 세극등 검사

안과(眼科, Ophthalmology)는 눈의 해부적인 구조, 기능, 그리고 질환과 관련된 의학의 한 분과이다. 안과의사는 의학적인 그리고 외과적인 눈의 문제를 다루는 직업인을 가리킨다.
Ophthalmology라는 단어는 눈을 뜻하는 ophthalmos와 지성을 뜻하는 logos라는 그리스 단어에서 유래하였다. 안과의 영어 단어든지 안과라는 단어 그 자체로든지 모두 '눈의 과학'이라는 의미를 담고 있다. 구조적인 면에서 동물의 눈과 사람의 눈 간의 차이는 의외로 상당히 적기 때문에 기본적으로는 동물의 눈에 관한 것까지 포함한다. 하지만 상당수의 국가에서 의학과 수의학은 별개의 것으로 취급받고 있다는 사실 때문에 실제로 인간과 동물의 눈을 동시에 진료하는 안과의사의 수는 많지 않다.

## 슈슈르타
수슈르타는 기원전 5세기 경에 아유르베다 의학에 관한 서적인 Sushruta Samhita를 저술하였다. 이 책에서 그는 76가지의 눈에 관한 질병과 더불어 눈과 관련된 다수의 외과적인 기술을 언급하였다. 그는 백내장 수술을 행한 최초의 인도인으로 기록되어 있다.

### 히포크라테스 이전
히포크라테스 이전 시기의 사람들은 눈의 구조에 대해 경험론보다는 추측에 근거해서 접근하였다. 그들은 공막(sclera)과 각막(cornea)이 눈의 바깥을 싸고 있으며, 그보다 안쪽에 동공(pupil)이, 중앙에는 액체가 있다는 것을 인지하였다. 알크마이온을 비롯한 여러 사람들은, 이 액체가 시각의 중심에 위치한다고 믿었으며 관을 통해 뇌로부터 유입되는 것이라 믿었다. 아리스토텔레스는 이와 같은 믿음을 경험론으로 승화시켰다. 그는 동물의 눈을 해부하여 여기에 두 개의 층이 아닌 세 개의 층이 존재함을 확인하였으며, 이전에 언급된 액체는 수정체(lens)와 연속적인 것으로 사후 응결된다는 사실을 발견하였다. 그를 비롯한 동시대에 살았던 사람들은 기존에 알려진 하나가 아닌 세 개의 관이 눈으로부터 뻗어 나온다는 사실을 확인하였다.

### 루푸스
식이영양학과 병리학, 해부학, 환자의 치료와 관련한 논문들을 저술했던, 서기 1세기경의 그리스 내과의사였던 루푸스는 각막(cornea) 바깥에 위치한 네 번째 막인 결막(conjunctiva)을 발견하였다. 그는 빛의 전달이 두 부분으로 나뉘어 일어난다는 사실을 알아낸 최초의 인물이다 - 그 첫 부분은 각막에서 수정체에 이르는 구간이며, 두 번째 부분은 수정체에서 망막에 이르는 구간이다. 이후 그리스 태생의 로마 내과의사이자 철학자였던 갈레노스에 의해 각막과 수정체의 굴곡 문제, 시신경에 관한 문제가 수정되었다. 갈레누스는 후방의 존재를 발견한 사람이기도 하다. 그는 시신경을 해부하여 이것이 견고한 모양을 이루고 있음을 확인하였다. 그는 눈물샘의 존재 또한 알고 있었다. 이들에 의한 모형이 근대의 간략한 모델과 대체적으로 유사하고, 비교적 정확하기는 했지만, 오류는 여전하였다. 이와 같은 문제는 후일 베살리우스에 의해 수정되었다.

### 17세기와 18세기
17세기와 18세기에는 마르첼로 말피기에 의해 돋보기가 발명되고 현미경이 사용되는 등 도구 면에서의 발전과 더불어, 연구에 앞서 눈을 고정하는 방법이 라위스에 의해, 눈을 동결하는 방법이 쁘띠에 의해 고안되는 등의 발전이 있었으며, 결과적으로 눈의 구조에 대한 보다 정밀한 연구가 가능해졌다. 이와 같은 변화에도 불구하고 동공의 크기가 왜 변하는지, 그리고 망막(retina)의 본질에 관한 오류는 여전하였으며, 비록 고대의 갈레노스에 의해 수정이 이루어졌지만 후방의 존재에 관한 오류 또한 존재하였다. 1722년에 레벤후크는 원뿔세포와 막대세포의 존재를 언급하였으며 이들 세포는 1834년의 관찰에 의해 발견되었다.

## 안과의 종류
- 적안외래 : 결막염, 아폴로눈병 등 눈병을 진료하고 연구하는 안과의 전문의과.
- 백안외래 : 근시, 원시, 난시, 사시 등 시력에 대한 질병을 진료하고 연구하는 안과의 전문의과.

## 전문의 자격 요건
학사 학위와 부가적인 인턴 및 수련 과정을 거친 의사들이다. 많은 국가들에서 안과의사들은 많은 분과들 중 하나를 중점적으로 수련받게 된다.

## 안과 수술
안과의사들에 의해 행해지는 수술들에 어떤 것이 있는지 확인하려면 안과 수술 문서를 확인하도록 한다.

## 같이 보기
- 눈병
- 눈 수술